# قرار مجلس الأمن التابع للأمم المتحدة رقم 1199
قرار مجلس الأمن التابع للأمم المتحدة رقم 1199، المتخذ في 23 سبتمبر / أيلول 1998، بعد التذكير بالقرار 1160 (1998)، طالب المجلس الأطراف الألبانية واليوغوسلافية في كوسوفو بإنهاء الأعمال العدائية والالتزام بوقف إطلاق النار.

## خلفية
عقد مجلس الأمن اجتماعاً لمناقشة القتال في كوسوفو وخاصة الاستخدام العشوائي للقوة من قبل قوات الأمن الصربية والجيش اليوغوسلافي، مما أدى إلى تشريد 230 ألف شخص بحسب الأمين العام كوفي عنان. وكان اللاجئون قد فروا إلى شمال ألبانيا والبوسنة والهرسك ودول أوروبية أخرى وقدرت المفوضية السامية للأمم المتحدة لشؤون اللاجئين أن 50 ألف شخص يفتقرون إلى المرافق الأساسية. وأعاد تأكيد حق جميع اللاجئين في العودة وأشار إلى وقوع كارثة إنسانية في كوسوفو وانتهاكات لحقوق الإنسان والقانون الإنساني الدولي. وفي الوقت نفسه، تم إدانة أعمال العنف من قبل أي طرف وأعمال الإرهاب لتحقيق أهداف أخرى، وأكد المجلس من جديد أن وضع كوسوفو ينبغي أن يشمل الحكم الذاتي والإدارة الذاتية.

## اقتراح
وطالب القرار، بموجب الفصل السابع من ميثاق الأمم المتحدة، جميع الأطراف بوقف الأعمال العدائية والحفاظ على وقف إطلاق النار. تم حث كل من حكومة جمهورية يوغوسلافيا الاتحادية وقيادة ألبان كوسوفو على اتخاذ خطوات فورية لتحسين الوضع الإنساني وبدء المحادثات لحل الأزمة. ثم طالب المجلس جمهورية يوغوسلافيا الاتحادية بما يلي:
(أ) إنهاء أعمال قوات الأمن التي أثرت على السكان المدنيين؛
(ب) السماح بوجود مراقبين دوليين وضمان حرية تنقلهم؛
(ج) تسهيل عودة اللاجئين مع مفوضية الأمم المتحدة السامية لشؤون اللاجئين ولجنة الصليب الأحمر الدولية والسماح بوصول المساعدات الإنسانية إلى كوسوفو؛
(د) إحراز تقدم سريع نحو إيجاد حل سياسي للحالة في كوسوفو.
وأشار إلى التزام الرئيس الصربي سلوبودان ميلوسيفيتش باستخدام الوسائل السياسية لحل النزاع، وتجنب الأعمال القمعية ضد السكان المدنيين، وضمان حرية الحركة للمنظمات الإنسانية الدولية والمراقبين وضمان العودة الآمنة للاجئين. في غضون ذلك، كان على قيادة ألبان كوسوفو إدانة الإرهاب.
ورحب المجلس بإنشاء بعثة المراقبين الدبلوماسيين في كوسوفو وحث الدول والمنظمات الممثلة في جمهورية يوغوسلافيا الاتحادية على القيام برصد مستمر للوضع في كوسوفو. تم تذكير جمهورية يوغوسلافيا الاتحادية بأنها مسؤولة عن سلامة العاملين في المجال الإنساني الدبلوماسي والدولي وغير الحكومي. طُلب من كلا الطرفين التعاون مع المحكمة الجنائية الدولية ليوغوسلافيا السابقة بشأن الانتهاكات المحتملة وضرورة تقديم المسؤولين عن إساءة معاملة المدنيين والتدمير المتعمد للممتلكات إلى العدالة.
وأخيراً، طُلب إلى الأمين العام أن يقدم تقارير منتظمة إلى المجلس عن التطورات في المنطقة وذكر أنه إذا لم يتم الامتثال للقرار الحالي، فسيتم اتخاذ مزيد من التدابير لاستعادة السلام والأمن.

## تصويت
تمت الموافقة على القرار من قبل 14 عضواً في المجلس. وامتنعت الصين عن التصويت، مشيرة إلى أن النزاع مسألة داخلية لجمهورية يوغوسلافيا الاتحادية وأنها تتصرف في إطار حقوقها.

## روابط خارجية
- نص القرار في undocs.org